# Selles-sur-cher
Pour les articles homonymes, voir Selles-sur-Cher (homonymie).
Selles-sur-cher est une appellation désignant un fromage au lait cru de chèvre. L'origine de celle-ci vient du fait historique que le principal centre de collecte et de revente de ce fromage se situait à Selles-sur-Cher en Loir-et-Cher en France.
Cette appellation d'origine est reconnue depuis le décret du 21 avril 1975, modifié le 29 décembre 1986 en appellation d'origine contrôlée  et est protégée via une appellation d'origine protégée depuis 1996. Elle fait partie des douze appellations de fromages de lait de chèvre cumulant ces protections (quatorze prochainement).
Sa meilleure période de consommation s'étend d'avril à août.

## Description
C'est un petit fromage à base de lait cru de chèvre, à pâte molle à croûte fleurie, d'un poids moyen de 150 grammes. Il est caractérisé par sa pâte molle de couleur blanche et ferme, sa croûte, très fine, naturelle bleu foncé cendrée à la poudre de charbon de bois, et sa forme plate, discrètement tronconique  avec un bord biseauté, le diamètre n'excèdant pas 9,5 cm.

## Production

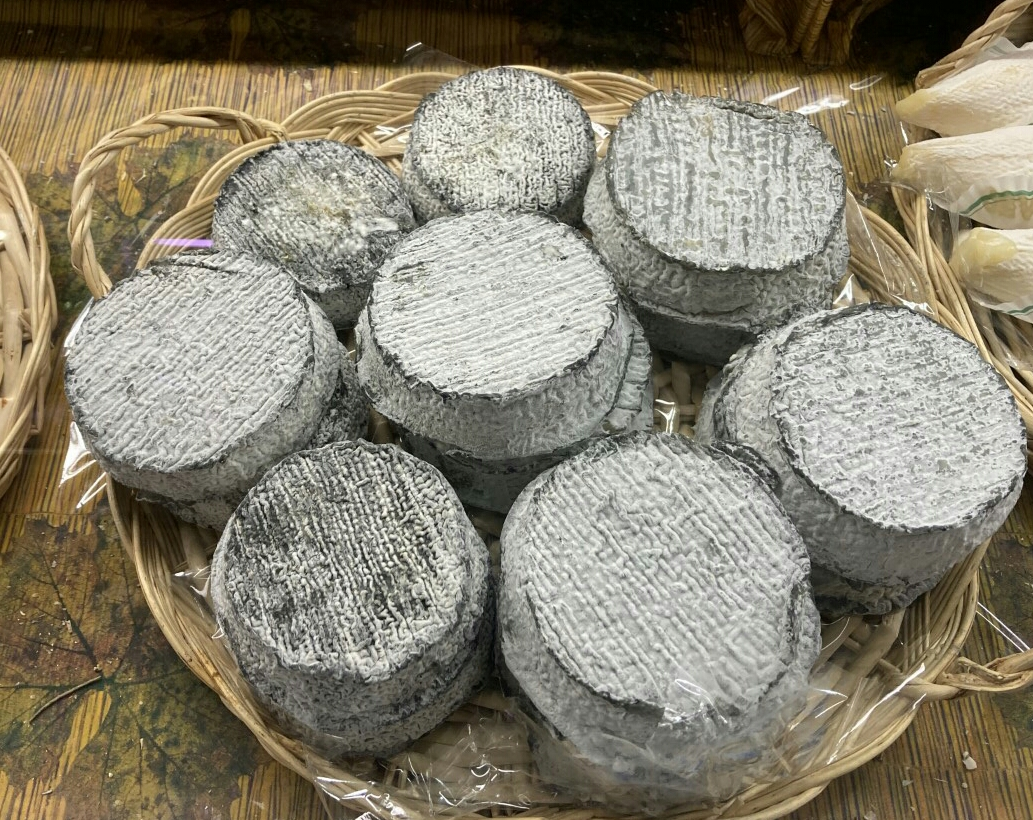
Panier de selles-sur-cher.

La première trace écrite de production de selles-sur-cher date de 1887. Sa zone de production se délimite à quatorze cantons situés dans les départements de Loir-et-Cher (Contres, Mennetou-sur-Cher, Montrichard, Romorantin-Lanthenay-Nord, Romorantin-Lanthenay-Sud, Saint-Aignan et Selles-sur-Cher), de l'Indre (Issoudun-Nord, Saint-Christophe-en-Bazelle, Valençay et Vatan) et du Cher (Graçay, Lury-sur-Arnon et Vierzon-2). En 2014, 973,4 tonnes de fromage ont été produites. La production fermière représente 40 % du total grâce à vingt-huit éleveurs-producteurs fermiers présents. Elle comprend également des éleveurs-producteurs de lait fournissant six laiteries industrielles, six coopératives laitières relayées par quarante affineurs.
La production du selles-sur-cher a fortement crû en une décennie. Elle ne s'élevait qu'à 531 tonnes en 1998 (+ 31,4 % entre 1996 et 1998). Cependant, le manque de lait pour l'appellation et le départ à la retraite d'agriculteurs âgés risquent de freiner cet essor, si de nouveaux éleveurs-producteurs de lait ne s'installent pas.

## Consommation
La période de consommation idéale du selles-sur-cher s'étale d'avril à août après un affinage de trois semaines, mais aussi de mars à octobre. Il a une saveur douce et noisetée et une pâte fondante.